# Trent Alexander-Arnold
Trent John Alexander-Arnold (Liverpool, 7 de outubro de 1998) é um futebolista inglês que atua como lateral-direito e ala-direito. Atualmente joga pelo Real Madrid.
Conhecido por ser um dos melhores laterais-direitos da atualidade, Alexander-Arnold fez toda a sua formação nas categorias de base do próprio Liverpool, e estreou pela equipe principal dos Reds em 2016, aos 18 anos de idade. Nos dois anos seguintes, venceu o prêmio de Melhor Jogador Jovem da Temporada (prêmio atribuído pelo próprio clube).
Em maio de 2018, na final da Liga dos Campeões contra o Real Madrid, realizada no Estádio Olímpico de Kiev, Arnold tornou-se o mais jovem atleta do Liverpool a ser titular em uma final de Champions. Já em 2019, contra o Tottenham, o atleta (na época com 20 anos) tornou-se o mais jovem jogador a disputar, como titular, duas finais consecutivas da Liga dos Campeões da UEFA. Na ocasião, o Liverpool sagrou-se campeão da competição. Aquele ano foi excepcional para Arnold, que alcançou nomeações tanto para os prêmios de Equipe do Ano e de Jovem Jogador do Ano, ambos atribuídos pela Professional Footballers' Association.
Pela Seleção Inglesa, fez a sua estreia em 2018, ano em que participou da Copa do Mundo realizada na Rússia. Assim, entrou para a lista dos jogadores mais jovens da história a estrear pelos Three Lions (como é conhecida a Inglaterra). Alexander-Arnold também disputou a primeira edição da recém-criada Liga das Nações da UEFA, tendo a Inglaterra terminado na terceira posição.

## Carreira

### Liverpool

#### Início

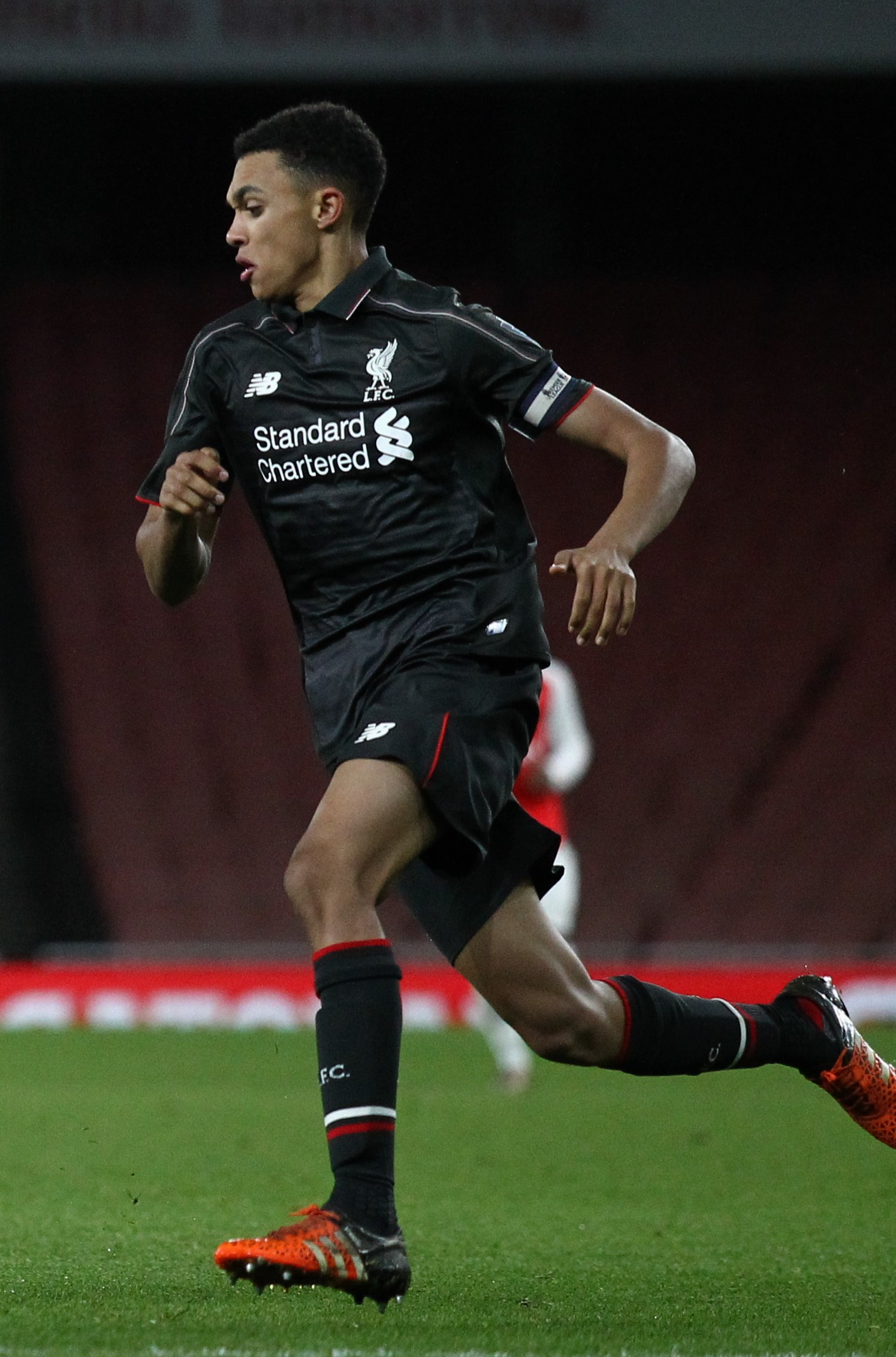
Arnold em 2016

Trent Alexander-Arnold nasceu em West Derby, bairro em Liverpool que abriga o centro de treino do Liverpool, Melwood. Frequentou a St Matthews Catholic Primary School.
Juntou-se às categorias de formação do Liverpool em 2004, com seis anos de idade, depois de ter sido observado pelo treinador Ian Barrigan num acampamento de Verão comunitário realizado pelo Liverpool para o qual a sua escola havia sido convidada. Mais tarde, foi capitão dos Reds nas categorias sub-16 e sub-18, sob o comando do técnico Pep Lijnders. Destacou-se nas categorias de base, tendo inclusive sido apontado pelo ex-capitão e lenda do Liverpool, Steven Gerrard, na sua autobiografia (2015), como um dos jogadores mais promissores do clube. Na pré-temporada de 2015–16, Alexander-Arnold foi selecionado para a equipe principal por Brendan Rodgers para o último amistoso da pré-temporada, contra o Swindon Town, marcando sua estreia não-oficial pelo clube com uma vitória por 2 a 1.

#### 2016–2018: formação
Depois de fazer parte da pré-temporada realizada nos Estados Unidos, Alexander-Arnold estreou em competições oficiais com a camisa dos Reds no dia 25 de outubro de 2016, como titular na vitória por 2 a 1 sobre o Tottenham, em jogo válido pela Taça da Liga Inglesa. Tinha já visto o cartão amarelo por falta sobre o adversário Ben Davies, ainda na primeira parte, quando foi substituído aos 68 minutos pelo companheiro Nathaniel Clyne. O desempenho mostrado neste jogo lhe rendeu a conquista de um lugar na Equipe da Temporada, ao lado do companheiro de equipe Daniel Sturridge.
O Liverpool anunciaria no dia 8 de novembro desse mesmo ano a renovação do seu contrato, prolongando-se o vínculo entre as duas partes.
Na partida que fez na ronda seguinte da Taça da Liga Inglesa, Arnold deu a sua primeira assistência num jogo pela equipe principal. O jogador assistiu Divock Origi no primeiro dos dois gols que marcaram a vitória dos Reds diante do Leeds United. Foi nomeado Homem do Jogo.
Pelo Campeonato Inglês, estreou no dia 14 de dezembro, tendo saído do banco numa partida em que o Liverpool venceu por 3 a 0 o Middlesbrough. Como titular, estreou no empate por 1 a 1 contra o rival Manchester United, no dia 15 de janeiro do ano seguinte.
Em maio, venceu o Prêmio de Jovem Jogador do Ano (prêmio atribuído pelo próprio clube) e alcançou uma nomeação para o Prêmio de Jogador do Ano da Premier League 2 (Professional Development League). O atleta encerrou a temporada com 12 jogos disputados nas diferentes competições disputadas pelo clube.
Ainda durante a pré-temporada de 2017–18, a grave lesão de Clyne proporcionou a Trent a oportunidade de disputar a titularidade com Joe Gomez. O primeiro gol do jogador pela equipe principal foi marcado no dia 15 de agosto de 2017, de falta, pela Liga dos Campeões contra o Hoffenheim. Por esse feito, ficou atrás de Michael Owen e David Fairclough como terceiro mais jovem atleta a marcar com a camisa do Liverpool. Alexander-Arnold contribuiu ainda com um gol naquela que se tornou a maior goleada fora de casa e a maior da história de um clube inglês na Liga dos Campeões (7 a 0 do diante do Maribor). O primeiro gol do jogador na Premier League foi no Boxing Day do mesmo ano, num jogo que terminou com goleada de 5 a 0 contra o Swansea em Anfield.
No dia 4 de abril de 2018, Alexander-Arnold tornou-se o mais jovem jogador inglês a disputar como titular um jogo das quartas-de-final da Liga dos Campeões, partida na qual teve um excelente desempenho (tendo ganho o prêmio de Homem do Jogo), contribuindo para a vitória por 3 a 0 frente contra o Manchester City. Foi enaltecido pela imprensa devido ao papel que desempenhou na marcação de Leroy Sané, o ponta-esquerda do City. No jogo da volta voltou a ser importante, tendo ajudado a equipe a passar à fase seguinte da competição com um placar agregado de 5 a 1. Em 10 anos, esta seria a primeira participação do Liverpool nas semifinais da competição.
A sua boa temporada, quer a nível interno (na Premier League), quer a nível europeu (na Champions), foi recompensada pelo clube com a atribuição, pelo segundo ano consecutivo, do prêmio de Jovem Jogador do Ano (no dia 10 de maio). Ainda nesse mesmo mês, Arnold disputou a final da Liga dos Campeões contra o Real Madrid (tornando-se o mais jovem Red a jogar como titular), tendo sido elogiado pela qualidade na marcação que fez em Cristiano Ronaldo. O Liverpool viria a perder por 3 a 1.

#### 2018–atualidade: titularidade e sucesso europeu

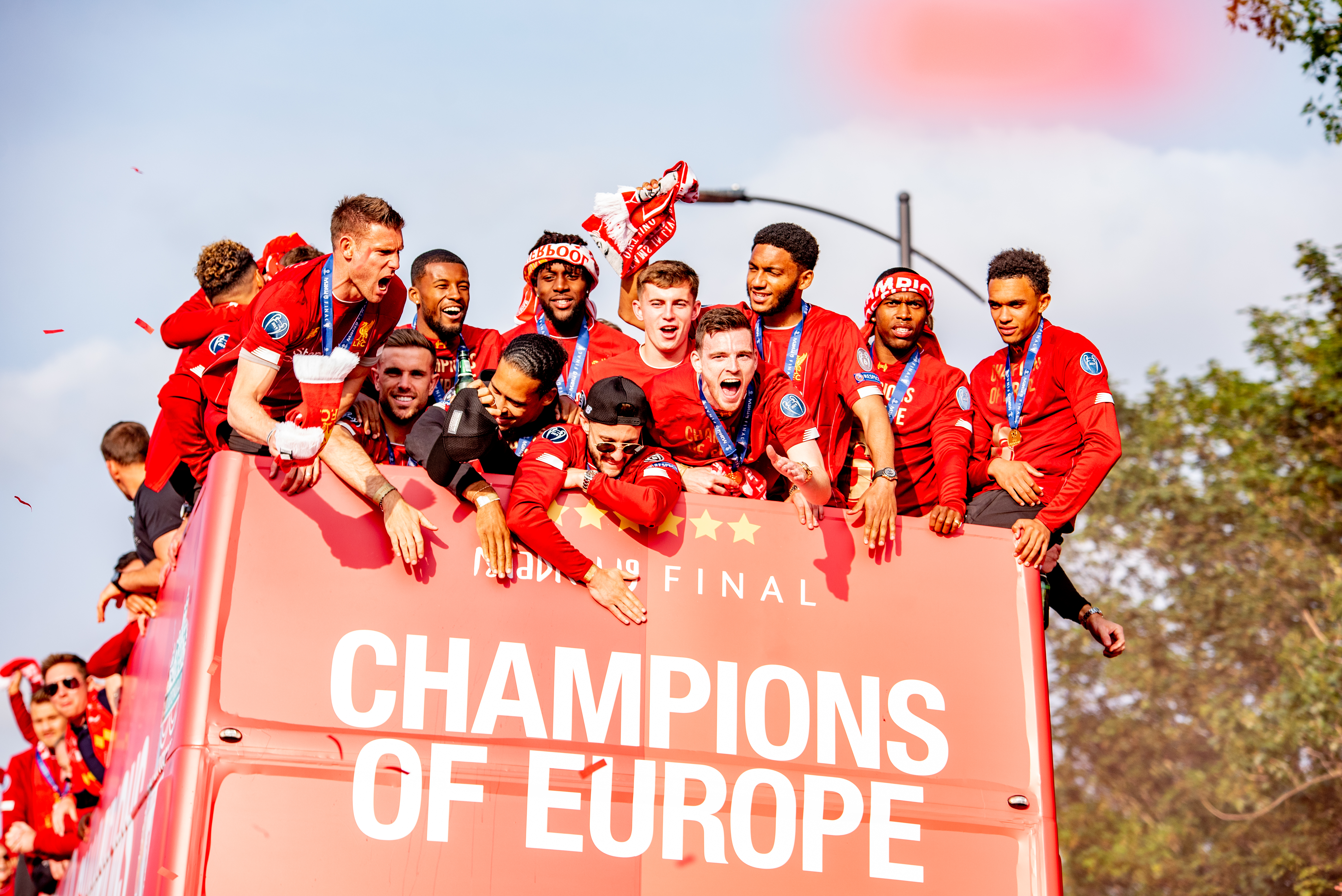
Jogadores do Liverpool celebrando a conquista da Liga dos Campeões

O 50º jogo de Trent Alexander-Arnold foi contra o time do Tottenham, num vitória por 2 a 1. Foi nomeado para o recém-criado Kopa Trophy, da France Football, que premiaria o melhor jovem jogador (Sub-21). Perdeu o troféu para Kylian Mbappé, que acabara de conquistar a Copa do Mundo, bem como diversas competições internas - entre as quais o título de Campeão de França, pelo Paris Saint-Germain. Entre os 10 nomeados, Arnold alcançou a 6ª posição. Não obstante, os meses que se seguiram ficaram marcados pela referência constante do CIES ao jogador, qualificando como o mais valioso lateral-direito do mundo.
Com uma assistência para Virgil van Dijk e duas para Sadio Mané, o jogador, então com 20 anos e 143 dias, bateu um novo recordou e entrou para a história como mais jovem jogador a realizar três assistências numa única partida da Premier League, na goleada por 5 a 0 diante do Watford. No dia 5 de abril, na vitória por 3 a 1 contra o Southampton, atingiu a marca de 50 jogos na Premier League, sendo o quinto mais jovem a consegui-lo pelo Liverpool, apenas atrás de Owen, Raheem Sterling, Robbie Fowler e Gerrard. Duas semanas mais tarde, foi nomeado para o Prêmio de Jovem Jogador do Ano da PFA. O prêmio viria a ser ganho por Raheem Sterling, então jogador dos Citizens. Trent foi também nomeado para a Equipe do Ano (PFA), juntamente com os companheiros Van Dijk, Mané e Andrew Robertson.
No dia 4 de maio, na vitória de 3 a 2 sobre o Newcastle, igualou o recorde de mais assistências realizadas por um defensor numa única temporada. Com as duas que distribuiu nesse jogo, chegou ao total de 11 na competição. Como Robertson, seu colega de equipe, contava também com 11 assistências, tornaram-se os dois os primeiros defensores da mesma equipe a alcançar o recorde de assistências numa mesma temporada. Três dias depois, na goleada épica de 4 a 0 contra o Barcelona, somou mais duas assistências, entre as quais aquela famosa em que, parecendo abandonar a bola na linha de fundo, ajeitou e cruzou para o gol de Origi. Trent explicou mais tarde aquele que ficou conhecido por "instinctive corner"  (em português, "canto instintivo") e pelo qual foi apelidado de "gênio". No último jogo da temporada, diante do Wolverhampton, deu mais um passe para gol e alcançou o recorde de defensor com mais assistências em uma só temporada.
Titular na final da Liga dos Campeões, vencendo o Tottenham por 2 a 0, tornou-se o jogador mais jovem a jogar duas finais consecutivas da competição, batendo o feito de Christian Panucci, de 1995.
Teve grande atuação no dia 26 de dezembro, pela Premier League, na goleada de 4 a 0 fora de casa contra o Leicester. Na ocasião, Arnold deu duas assistências para Roberto Firmino e ainda marcou o quarto gol.
A temporada 2022/23 de Arnold foi uma verdadeira campanha de altos e baixos, ele teve algumas tardes e noites verdadeiramente miseráveis, mas cujo talento brilhou mais do que qualquer outro às vezes. O desenvolvimento de Alexander-Arnold em um lateral/meio-campista híbrido foi uma das subtramas mais intrigantes desta temporada do Liverpool, e seu brilhantismo com a bola é incomparável na equipe de Klopp.

#### 2025: fim do ciclo
No dia 5 de maio de 2025, Trent Alexander-Arnold anunciou que não será mais jogador do Liverpool após o fim da temporada. Em vídeo publicado destinado aos torcedores dos Reds, o lateral-direito disse que não renovará o contrato com a equipe inglesa e viverá um novo desafio.

### Real Madrid
Em 30 de maio de 2025, o Real Madrid anunciou a contratação de Trent Alexander-Arnold. O lateral inglês assinou um vínculo com duração até 30 de junho de 2031. Alexander-Arnold tinha contrato com o Liverpool até 30 de junho, e por isso a transferência se daria sem custos, mas os clubes tiveram que negociar para permitir que o jogador viajasse aos Estados Unidos para jogar o Mundial de Clubes - e o valor girou em torno de 10 milhões de euros (R$ 64,52 milhões).

## Estatísticas
Atualizadas até 27 de abril de 2025.
Clubes
| Clube             | Temporada         | Campeonato nacional | Campeonato nacional | Campeonato nacional | Copa nacional[a] | Copa nacional[a] | Copa nacional[a] | Competições continentais[b] | Competições continentais[b] | Competições continentais[b] | Outros torneios[c] | Outros torneios[c] | Outros torneios[c] | Total | Total | Total   |
| Clube             | Temporada         | Jogos               | Gols                | Assist.             | Jogos            | Gols             | Assist.          | Jogos                       | Gols                        | Assist.                     | Jogos              | Gols               | Assist.            | Jogos | Gols  | Assist. |
| ----------------- | ----------------- | ------------------- | ------------------- | ------------------- | ---------------- | ---------------- | ---------------- | --------------------------- | --------------------------- | --------------------------- | ------------------ | ------------------ | ------------------ | ----- | ----- | ------- |
| Liverpool         | 2016–17           | 7                   | 0                   | 0                   | 5                | 0                | 1                | —                           | —                           | —                           | —                  | —                  | —                  | 12    | 0     | 1       |
| Liverpool         | 2017–18           | 19                  | 1                   | 1                   | 2                | 0                | 0                | 12                          | 2                           | 1                           | —                  | —                  | —                  | 33    | 3     | 2       |
| Liverpool         | 2018–19           | 29                  | 1                   | 12                  | —                | —                | —                | 11                          | 0                           | 4                           | —                  | —                  | —                  | 40    | 1     | 16      |
| Liverpool         | 2019–20           | 38                  | 4                   | 13                  | —                | —                | —                | 7                           | 0                           | 1                           | 4                  | 0                  | 1                  | 49    | 4     | 15      |
| Liverpool         | 2020–21           | 36                  | 2                   | 7                   | 1                | 0                | 0                | 8                           | 0                           | 2                           | —                  | —                  | —                  | 45    | 2     | 9       |
| Liverpool         | 2021–22           | 32                  | 2                   | 12                  | 6                | 0                | 3                | 9                           | 0                           | 3                           | —                  | —                  | —                  | 47    | 2     | 18      |
| Liverpool         | 2022–23           | 37                  | 2                   | 9                   | 2                | 0                | 1                | 7                           | 1                           | 0                           | 1                  | 1                  | 0                  | 47    | 4     | 10      |
| Liverpool         | 2023–24           | 28                  | 3                   | 4                   | 4                | 0                | 3                | 5                           | 0                           | 2                           | —                  | —                  | —                  | 37    | 3     | 9       |
| Liverpool         | 2024–25           | 30                  | 3                   | 6                   | 3                | 1                | 0                | 8                           | 0                           | 1                           | —                  | —                  | —                  | 41    | 4     | 7       |
| Liverpool         | Total             | 256                 | 18                  | 64                  | 23               | 0                | 8                | 67                          | 3                           | 14                          | 5                  | 1                  | 1                  | 351   | 23    | 87      |
| Total na carreira | Total na carreira | 256                 | 18                  | 64                  | 23               | 0                | 8                | 67                          | 3                           | 14                          | 5                  | 1                  | 1                  | 351   | 23    | 87      |

- a. ^ Jogos da Copa da Inglaterra e Copa da Liga Inglesa
- b. ^ Jogos da Liga dos Campeões da UEFA e Liga Europa da UEFA
- c. ^ Jogos da Super Copa da Inglaterra, Super Copa da UEFA e Mundial de Clubes

### Seleção Inglesa
Abaixo estão listados todos os jogos, gols e assistências do futebolista pela Seleção Inglesa Principal.
| Ano   |       |      |         |
| Ano   | Jogos | Gols | Assist. |
| ----- | ----- | ---- | ------- |
| 2018  | 5     | 1    | 0       |
| 2019  | 4     | 0    | 1       |
| 2020  | 3     | 0    | 0       |
| 2021  | 4     | 0    | 3       |
| 2022  | 2     | 0    | 0       |
| 2023  | 5     | 1    | 1       |
| 2024  | 10    | 2    | 1       |
| Total | 33    | 4    | 6       |

## Seleção Nacional

### Categorias de base
Representou a Inglaterra nas categorias de base e participou no Copa do Mundo FIFA Sub-17 de 2015, no Chile. 
Em outubro de 2016, atuou pela Seleção Sub-19 numa vitória por 3 a 1 sobre a Croácia. Repetiu o feito em novembro, numa partida que a sua Seleção perdeu por 3 a 2 contra o País de Gales. O primeiro dos dois gols foi mais tarde reconhecido como um gol contra por parte de Mark Harris. Arnold voltou a atuar em março de 2017, contra a Espanha, numa vitória por 3 a 0 que garantiu a qualificação inglesa para o Europeu Sub-19. Não seguiu com a Seleção para o torneio, porque um acordo entre o Liverpool e a Seleção garantiu que pudesse descansar para o resto da temporada. A Inglaterra derrotou Portugal e conquistou o seu primeiro título na categoria. No mês seguinte o jogador foi convocado para a equipe Sub-21 do seu país e participou na qualificação para o Europeu Sub-21 contra a Holanda e a Letônia. Fez a sua estreia contra esta última, a 5 de setembro, como titular. A Inglaterra venceria por 3 a 0 a Seleção da Letônia.

### Principal

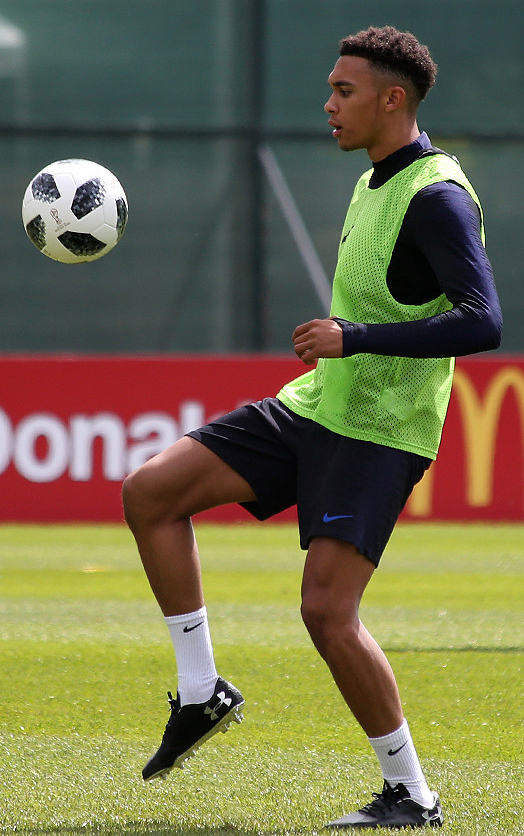
Arnold treinando pela Seleção Inglesa em 2018

Em março de 2018 começou a treinar com a Seleção Inglesa principal durante a preparação dos amistosos contra a Itália e a Holanda.
A sua primeira convocação chegou em maio do mesmo ano: Gareth Southgate chamou-o a integrar a comitiva para a Copa do Mundo FIFA de 2018. Estreou-se então a 7 de junho frente à Costa Rica, em jogo de preparação. Antes do jogo, foi-lhe entregue a camisola pelo próprio Príncipe Guilherme, Duque de Cambridge. Na Copa, estreou no dia 28 de junho, na derrota por 1 a 0 contra a Bélgica durante a fase de grupos. A presença nas eliminatória estava garantida para ambas as equipes. Não mais jogou durante o Mundial, pois Kieran Trippier foi o escolhido de Southgate para os restantes jogos.
Foi durante um amistoso em homenagem a Wayne Rooney, no dia 15 de novembro de 2018, que Trent estreou e marcou um gol pela Seleção Inglesa, contribuindo para a vitória por 3 a 0 sobre os Estados Unidos. Com este gol, tornou-se o mais jovem atleta do Liverpool, desde Michael Owen em 1999, a marcar pela Seleção Inglesa.
Em junho de 2019, figurou na comitiva inglesa que disputou a recém criada Liga das Nações. Jogou os noventa minutos no jogo decisivo dos terceiro e quarto lugares diante da Suíça, que a Inglaterra venceu na disputa por pênaltis.

## Estilo de jogo
Arnold joga sobretudo como lateral-direito, embora possa ocupar posições no meio-campo. É geralmente descrito como um jogador rápido e bastante ofensivo. Bom nos passes e versátil, impressiona pelo talento e pelo trabalho em equipe.
Destaca-se pela precisão do passe longo, dos cruzamentos e dos escanteios. Além disso, é fisicamente resistente e taticamente evoluído.
Inventivo, tornou-se um fenômeno nas redes sociais depois de ter cobrado um célebre pontapé de canto conhecido como "escanteio instintivo". O jogador, ao parecer abandonar a bola no escanteio, imediatamente a recupera e assiste o companheiro de equipe, Divock Origi, para um importante gol frente ao Barcelona, que garantiu a classificação para a final da Liga dos Campeões da UEFA de 2018–19. Mais tarde, o próprio Arnold explicaria que a ideia lhe havia surgido no momento, como um instinto (daí o nome de "escanteio instintivo"). Aproveitou a ocasião e realizou um dos grandes feitos da sua carreira.

## Títulos
Liverpool
- Liga dos Campeões da UEFA: 2018–19
- Supercopa da UEFA: 2019
- Copa do Mundo de Clubes da FIFA: 2019
- Premier League: 2019–20 e 2024–25
- Copa da Liga Inglesa: 2021–22 e 2023–24
- Copa da Inglaterra: 2021–22
- Supercopa da Inglaterra: 2022

### Prêmios individuais
- Jovem Jogador da Temporada do Liverpool: 2016–17 e 2017–18
- Equipe do Ano da PFA: Premier League de 2018–19 e 2021–22[33]
- Seleção da Liga dos Campeões da UEFA: 2018–19
- Equipe do Ano da UEFA: 2019
- FIFPro World XI: 2020